# Fliegentöterpilzartige
Die Fliegentöterpilzartigen (Entomophthorales) sind eine Ordnung, die früher zu den Jochpilzen (Zygomycetes) gestellt wurden, heute aber eine eigene Gruppe innerhalb der Pilze bilden. Es handelt sich bei den Angehörigen vor allem um parasitisch lebende Pilze, die Insekten befallen. Weitere Arten innerhalb der Gruppe leben parasitisch an Pflanzen oder auch an anderen Tieren bis hin zu Säugetieren und dem Menschen. Neben diesen parasitischen Arten existieren zudem Saprophyten, die in Dung leben.

## Merkmale
Die Pilze besitzen als Jugendform einen Thallus, der nicht durch Septen segmentiert ist. Aus diesem entwickelt sich ein Myzel, dessen Hyphen aus vielen mehrkernigen Zellen besteht.
Zur asexuellen Fortpflanzung bilden die Pilze in den Sporangien Sporen. Bei anderen Arten entwickeln sich Konidien aus den Sporangien. Diese Konidien werden als Angiokonidien bezeichnet und sitzen auf keulenförmigen Trägern, von denen sie aktiv abgeschleudert werden können, wobei sie bis zu zwei Zentimeter weit fliegen können.

## Systematik
Innerhalb der Pilze stellen die Fliegentöterpilzartigen wahrscheinlich die Schwestergruppe der vorwiegend saprophytisch lebenden Köpfchenschimmelartigen (Mucorales) dar, die allerdings ebenfalls eine Reihe von parasitischen Arten enthält. Begründet wird diese Verwandtschaft vor allem mit dem sehr ähnlichen Entwicklungsgang sowie der Umbildung der Sporangien zu Konidien, wobei es bei beiden Gruppen verschiedene Stufen der Konidienentwicklung gibt.
Innerhalb der Fliegentöterpilzartigen werden unterschieden:
- Familie Ancylistaceae
  - Ancylistes, parasitieren auf speziellen Grünalgen[3]
  - Capillidium
  - Conidiobolus[4]
    - Conidiobolus coronatus, im Boden zu finden, parasitiert auf Termiten

  - Macrobiotophthora, parasitieren auf Tardigraden und Nematoden
  - Microconidiobolus
  - Neoconidiobolus
- Familie Completoriaceae
  - Completoria, in Gewächshäusern, parasitiert an Farnen
- Familie Entomophthoraceae
  - Arthrophaga
  - Batkoa
  - Entomophaga
    - Entomophaga grylli

  - Entomophthora
    - Entomophthora muscae, Fliegentöter-Pilz. Befällt unter anderem Stubenfliegen. Biologisches Insektenbekämpfungsmittel geplant.[5]
    - Entomophthora syrphi, befällt unter anderem Schwebfliegen.

  - Erynia
  - Eryniopsis
  - Furia
  - Massospora, parasitiert an Zikaden
  - Orthomyces
  - Pandora
  - Strongwellsea
  - Tarichium
  - Zoophthora
- Familie Meristacraceae
  - Meristacrum
- incertae sedis
  - Zygaenobia

Die Basidiobolaceae werden heute zum Unterreich der Basidiobolomyceta gestellt. Die Conidiobolus-Arten parasitieren in Insekten. Die bekannteste Art der Entomophthoraceae ist der Fliegentöter (Entomophthora muscae), der im Herbst regelmäßige Massensterben von Stubenfliegen verursacht. Auch andere Arten der Gattung sowie beispielsweise der Gattungen Delacroicia und Zoophthora parasitieren in Insekten, während Pandora-, Ancylistes- und Completoria-Arten auf den Prothallien von Algen und Farnen leben.

## Menschen und Fliegentöterpilzartige
Für den Menschen sind die Fliegentöterpilzartigen in zweierlei Hinsicht relevant. So parasitieren einige Arten der Gruppe auf der Haut und in Bindegeweben von Säugetieren, den Menschen eingeschlossen. Dabei sind sie neben mehreren Arten der Köpfchenschimmelpilze Erreger der relativ unspezifischen Zygomykosen, die sich für den Betroffenen zu lebensbedrohenden Erkrankungen entwickeln können. Auf der anderen Seite spielen insektenpathogene Fliegentöterpilzartige aufgrund ihrer Wirtsspezifität eine Rolle in der biologischen Schädlingsbekämpfung, bei der sie gezielt gegen Agrarschädlinge wie Läuse eingesetzt werden können.